# Lago Angitola
Il lago Angitola o lago dell'Angitola (/anˈʤitola/) è un lago artificiale in provincia di Vibo Valentia, in Italia, nel territorio dei comuni di Maierato e Monterosso Calabro.
Il lago occupa una superficie di circa 1,96 km² ed è situato all'estremo sud della piana di Sant'Eufemia, a circa 3 km dal golfo di Sant'Eufemia (Costa degli Dei).

## Origine
È stato creato nel 1966 sbarrando il corso del fiume Angitola, da cui prende nome.

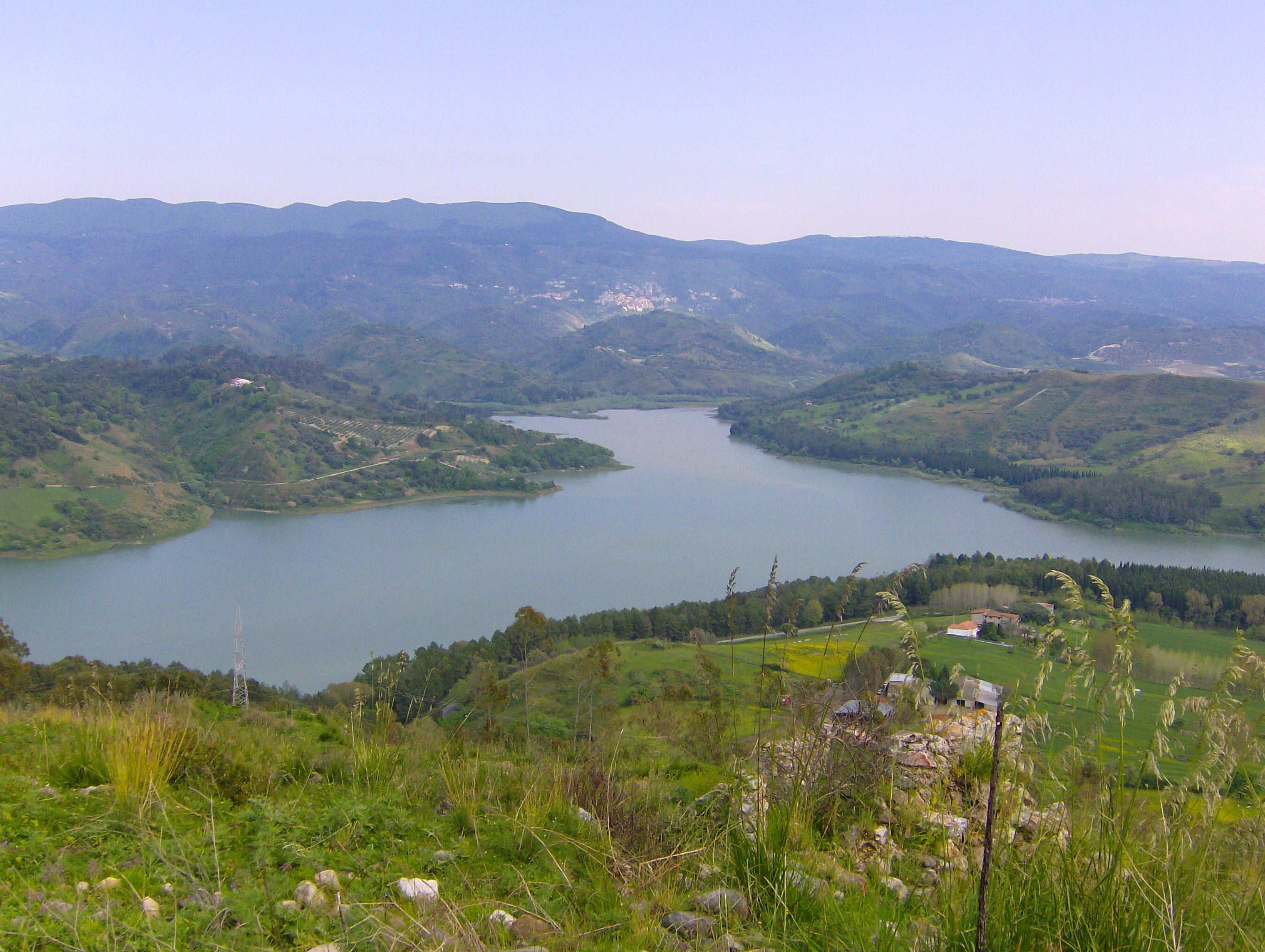

Nei pressi del lago si trovano i ruderi di Rocca Angitola.

## L'area protetta
Nel 1975 l'area del lago è stata riconosciuta come oasi naturalistica e affidata in gestione al WWF Calabria. Dal 1985 è stata definita zona umida di importanza internazionale.
L'area del lago, pur non essendo contiguo ad esso, ricade nella perimetrazione del Parco naturale regionale delle Serre.
Inoltre, il lago di Angitola e le dune di Angitola sono due siti di interesse comunitario riconosciuti dal Ministero dell'Ambiente.

## Flora e fauna
Attorno al lago sono prevalenti oliveti e macchia mediterranea. Vi è inoltre una fascia di rimboschimento a pino d'Aleppo. Sulle rive sono presenti esemplari di pioppo nero, tifa, salice bianco, ontano nero, eucalipto e quercia da sughero.
L'area attrae numerose specie di uccelli, tra cui: falco pescatore, falco di palude, airone bianco, airone rosso, airone cenerino, cormorano, garzetta, germano reale, gabbiano corallino, mignattaio, spatola e svasso maggiore.

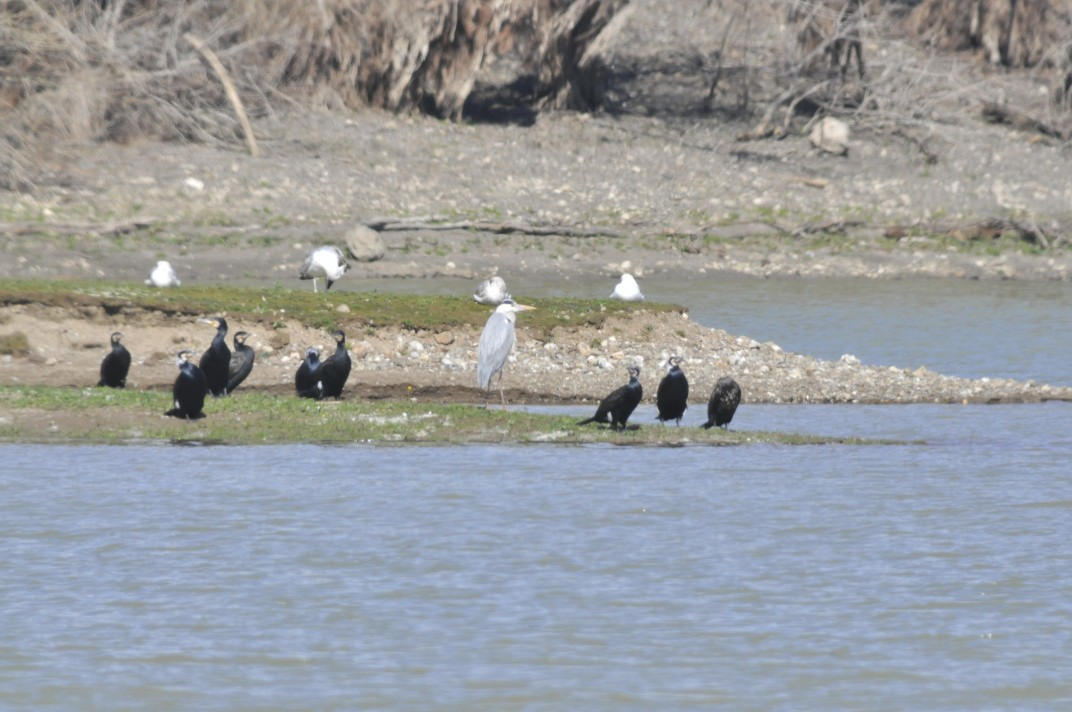
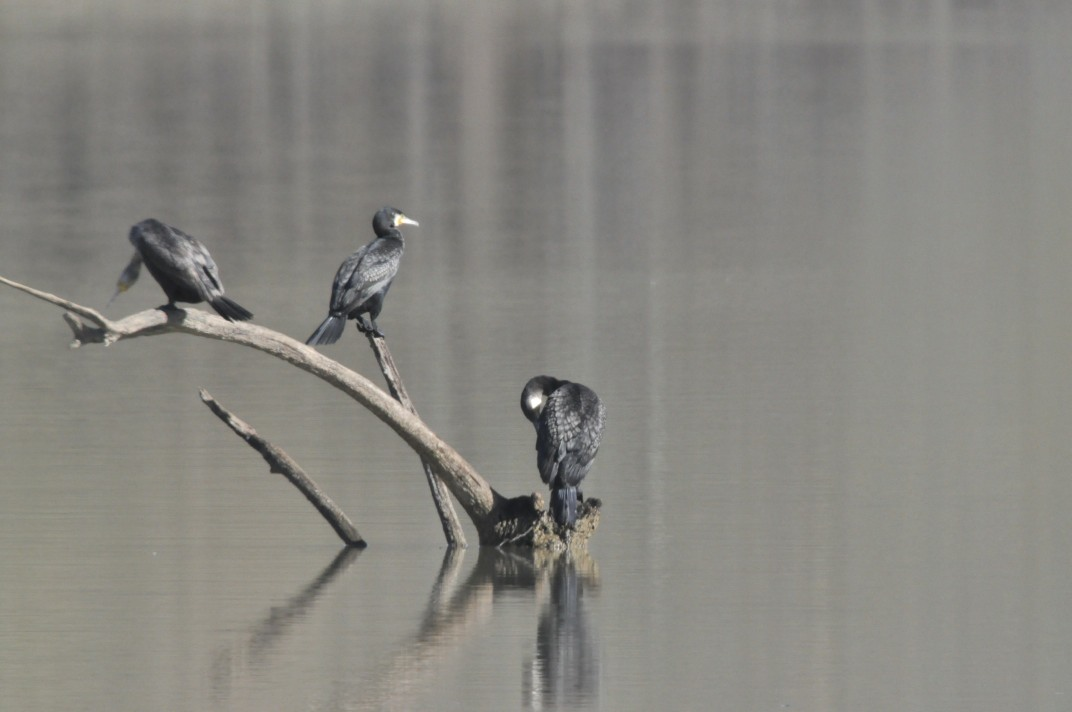
Cormorani al lago
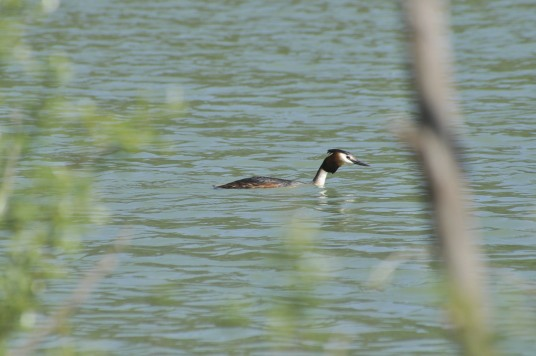
Uno svasso maggiore
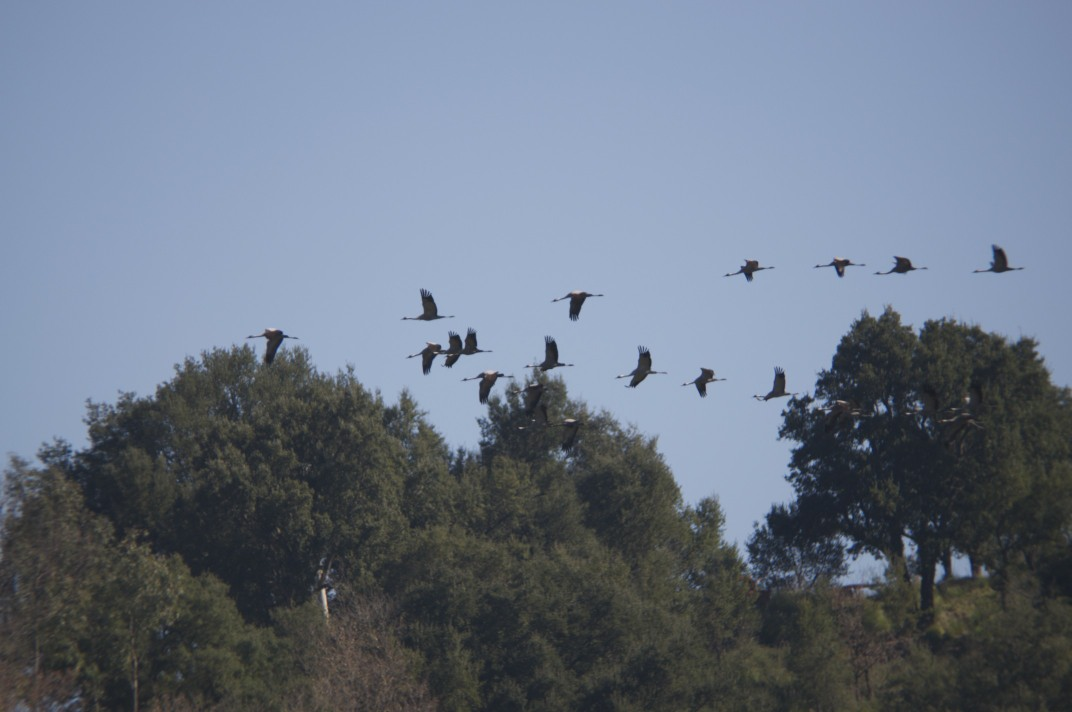
Volo di migratori sul lago